# Saint-Martin-de-Fraigneau
Saint-Martin-de-Fraigneau är en kommun i departementet Vendée i regionen Pays de la Loire i västra Frankrike. Kommunen ligger i kantonen Saint-Hilaire-des-Loges som tillhör arrondissementet Fontenay-le-Comte. År 2022 hade Saint-Martin-de-Fraigneau 802 invånare.

## Befolkningsutveckling
Antalet invånare i kommunen Saint-Martin-de-Fraigneau
| Referens: INSEE |